# Fasıllar
Koordinaten: 37° 39′ 30″ N, 31° 53′ 45″ O
| Fasıllar |

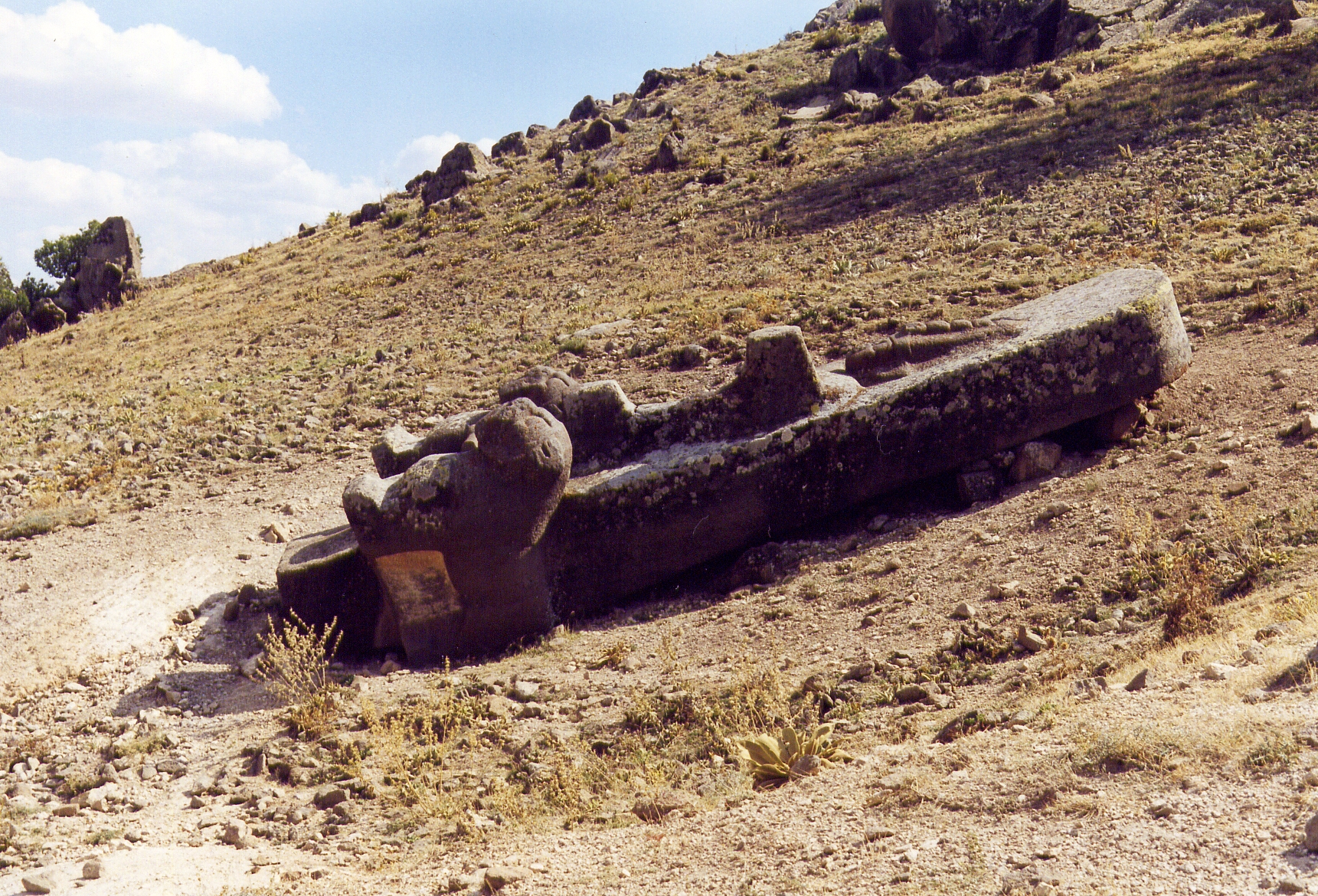
Liegende hethitische Skulptur

Beim Dorf Fasıllar, etwa 60 km westlich von Konya, südöstlich vom Beyşehir-See in der türkischen Provinz Konya liegt auf einem Abhang an einer nicht näher bekannten antiken Stätte eine hethitische Großskulptur.
Im Gegensatz zu anderen Werken hethitischer Bildhauer handelt es sich hier nicht um ein in eine vorhandene Felswand gehauenes Relief, sondern um ein freistehendes (bzw. liegendes) Monument. Es ist 2,75 m breit und 8 m hoch und hat ein Gewicht von etwa 70 Tonnen. Es wird in die Regierungszeit von Großkönig Tudḫalija IV. datiert und zeigt wahrscheinlich Teššub, den Wettergott des Himmels. Er trägt eine Mütze mit vier Hörnern, die ihn als Gott ausweisen. Seine rechte Hand ist erhoben, während der linke Arm nur als unfertiger Stumpf vorhanden ist. Flankiert wird er von zwei Löwenfiguren, wobei er mit einem Fuß auf einem Löwen und mit dem anderen Fuß auf der Figur eines Berggotts steht.

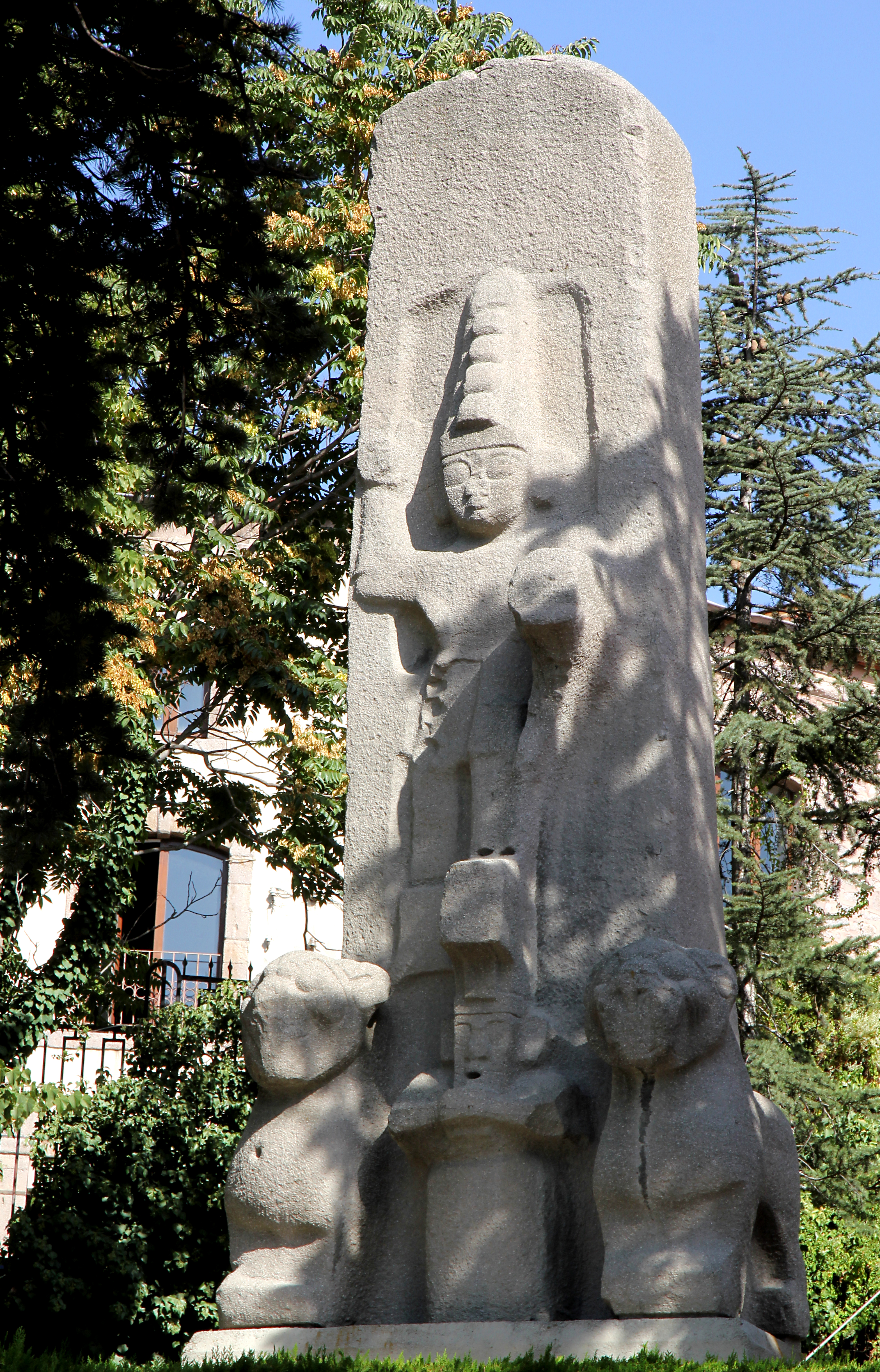
Kopie im Museum von Ankara

Über die Bedeutung des Werkes gibt es in der Wissenschaft verschiedene Meinungen, unter anderem wird vermutet, dass es als weiteres Ausstattungsstück für das etwa 40 km entfernte Heiligtum von Eflatun Pınar gedacht war, aber nie vollendet wurde. Dafür spricht, dass manche Teile des Monuments erheblich detaillierter ausgeführt sind als der Rest, dagegen spricht die Größe der Darstellung, die die des dortigen Quellheiligtums weit übertreffen würde.
Im Museum für anatolische Zivilisationen in Ankara kann eine aufrecht stehende Kopie des Werkes besichtigt werden.

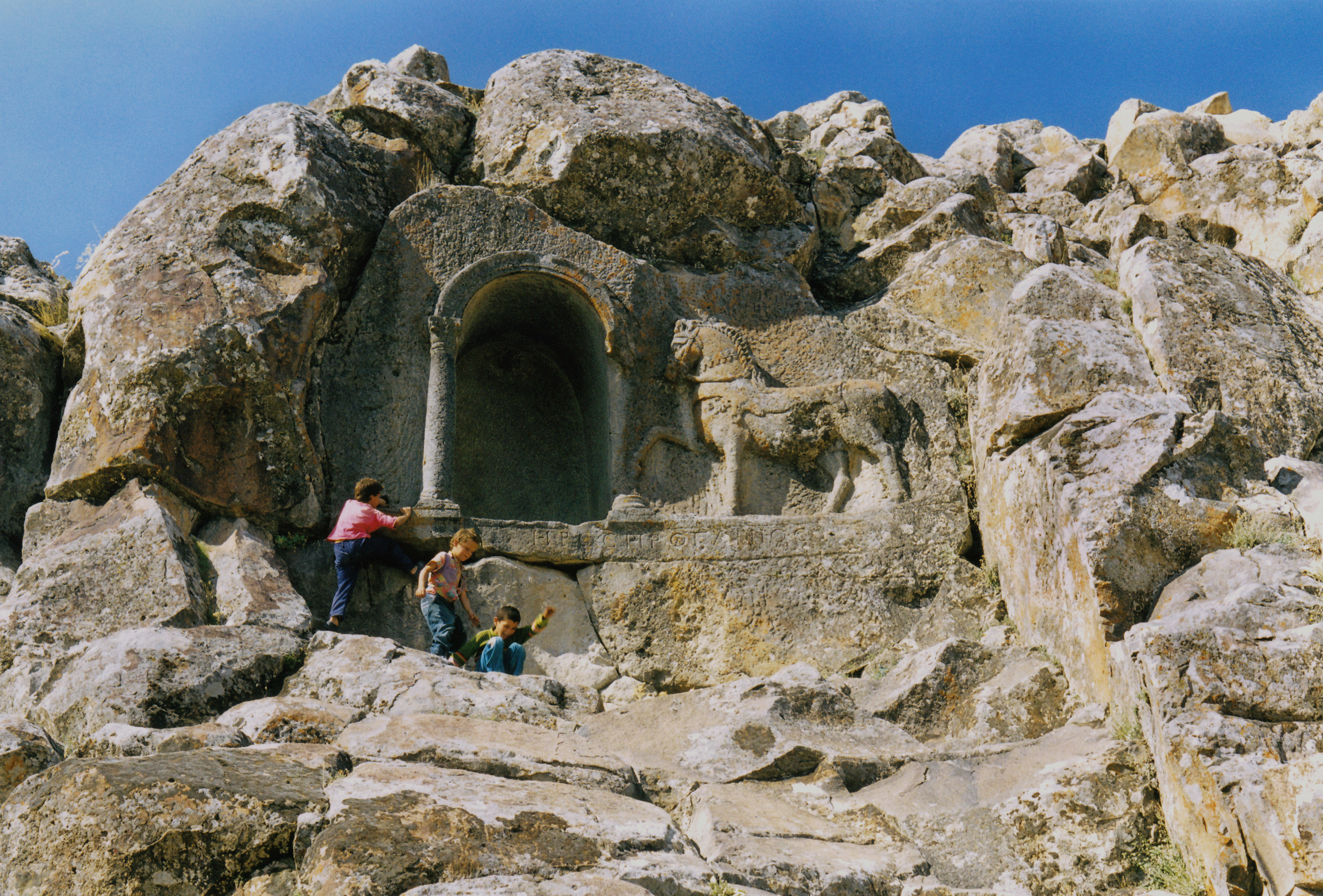
Römisches Felsengrab

Am gegenüberliegenden Hang ist ein Felsgrab aus der römischen Kaiserzeit mit einem Pferderelief zu sehen. Es zeigt links einen Bogen, der vielleicht eine Urne oder eine Statue des Bestatteten enthalten hat, flankiert von zwei unkannelierten korinthischen Säulen. Rechts daneben ist ein stampfendes Pferd skulptiert. Das Grab ist laut einer Inschrift einem Heros Progamios (unverheirateter Held) namens Lukianos gewidmet. Eine weitere Inschrift hat Wettkampfregeln zum Inhalt.